# アルファロメオ・164

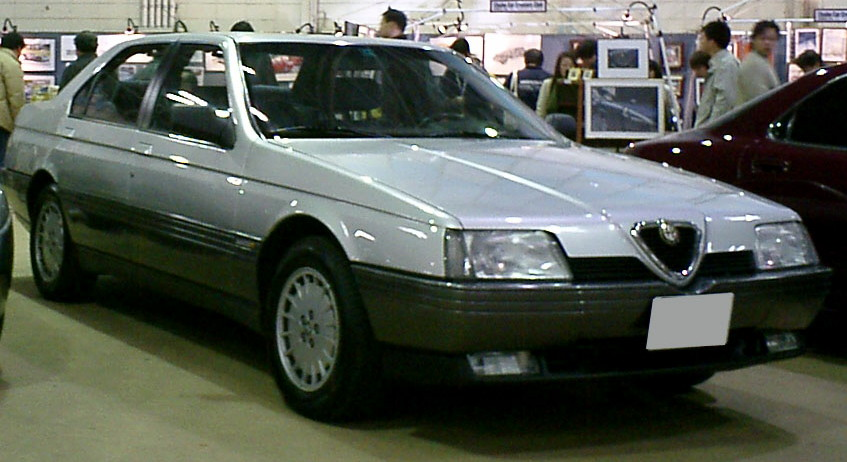
164 (E-164A)

アルファロメオ・164は、イタリアの自動車メーカー・アルファロメオが1987年から1998年まで販売していたセダンである。
プラットフォーム等を共有する姉妹車として、ランチア・テーマ、サーブ・9000、フィアット・クロマがあった。

## 概要
アルファロメオがフィアットに買収された翌年の1987年、フランクフルトショーでデビューした。
当初は後輪駆動レイアウトで計画されていたものの、当時のアルファロメオの深刻な経営不振のため、フィアットグループの4社共同による「ティーポ4プロジェクト」（Tipo-Quattro Project ）に基づいた前輪駆動車に変更された。同プロジェクトにより誕生した車種には他に、ランチア・テーマ、サーブ・9000、フィアット・クロマがある。
独自のスタイリングはピニンファリーナ（メインデザイナーはエンリコ・フミア）によるものであり、1988年にはトリノ・ピエモンテデザイン賞を受賞している。

## モデル
モデル期としては1987年の発売から1992年のマイナーチェンジまでの前期型と、それ以降の後期型に分かれる。派生グレードとして、「クアドリフォリオ（QV）」やフルタイム四輪駆動システムを搭載した「Q4」などがあった。
1992年にはパッシブセーフティ強化を主な目的にボディが強化され、DOHC24バルブエンジンを搭載した「スーパー（Super）」が投入された。また、従来のSOHC12バルブモデルはフェイスリフトなどの小改良を受けた（164FL）。このフェイスリフトでは、ヘッドライトが薄いプロジェクターランプに変更されたことで判別ができる。ただし、北米仕様のみ法規の関係でマイナーチェンジ前と同様のヘッドライトを装備している。内装ではエアコンパネルがピアノタッチのものに変更された。
1995年には小改良とともにスーパーがスーパー24Vとなり、ノーマルボディのFLが消えてスーパーボディのスーパー12Vとなった。またQ4も小改良を受けた。
標準モデルのサイズは全長4,555 mm、全幅1,760 mm、全高1,400 mmであるが、後期のスーパーでは前後のバンパーが大型化されたことにより全長が4,665 mmに延長された。初期ボディのCd値は0.30であった。

### クアドリフォリオ(QV)

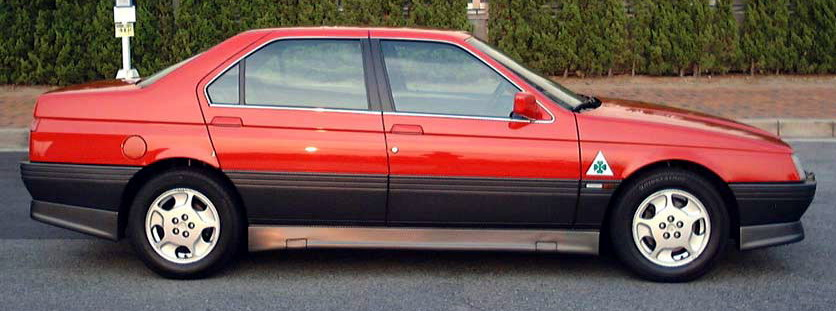
164クアドリフォリオ (E-164AG)

1990年に台数限定で発売されたチューニングバージョンである。クアドリフォリオ（Quadrifoglio,QV）とは「四つ葉のクローバー」を意味し、ジュリア以来アルファロメオの高性能モデルに付けられている名称である。エンジンはハイカム等のチューニングを施され、ノーマル比15PS増の200PS。このユニットは「世界一官能的なV6」とも呼び称された。
外観上は、エアロパーツとスピードライン製の15インチ専用ホイールが装備されている。また、サイドミラーもボディ同色に塗装されている。内装ではレカロ製のレザーシートが装備され、メーターナセルに赤いステッチが付くなどの特徴がある。後期型として、24Vのクアドリフォリオも製造された（日本未導入）。

### Q4

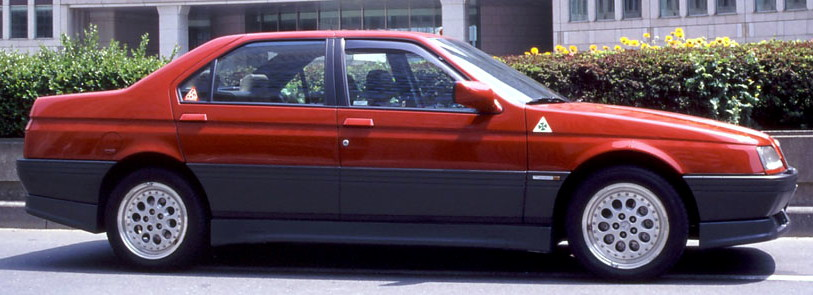
164Q4 (E-164K1H)

1993年に登場したQ4は、1991年のジュネーブショーに出品されたコンセプトカー「プロテオ」に搭載された、シュタイヤープフ社と共同開発した「ビスコマティック」と呼ばれるフルタイム四輪駆動システムにゲトラグ社製の6速MTを組み合わせたスポーツサルーンである。
232PSを発揮する164QV 24V（日本未導入）用のエンジンを搭載し、四輪駆動化によってリアにドライブシャフトを収めるためにトランクが狭くなっていたり、専用のマフラーが付いていたりするなどの特徴があった。シートはQVと同様にレカロ製のレザーシートが付き、ホイールは専用のスピードライン社製の16インチであった。

### プロカー4

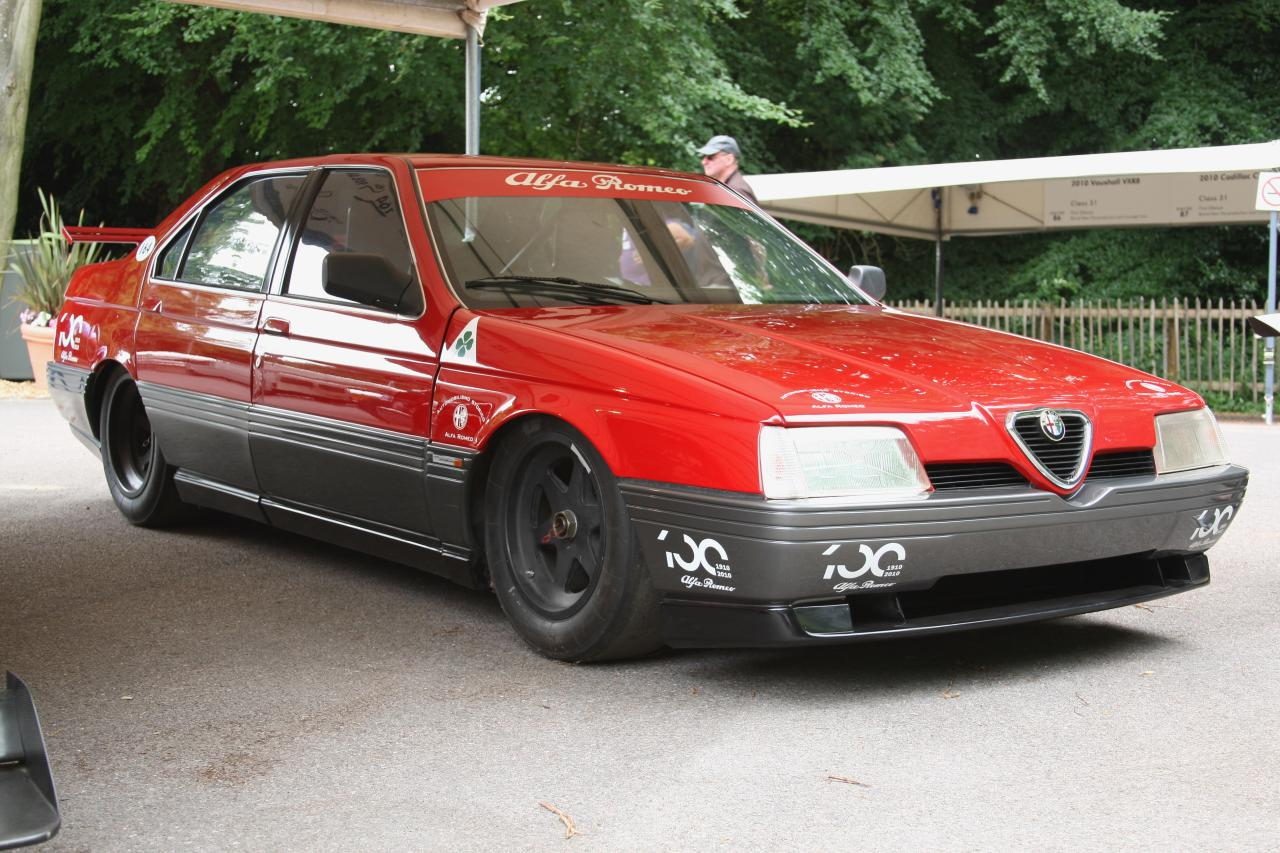
164プロカー4

1988年よりFISAが予定していた「新プロカー選手権」用の競技車両として、アバルトと、1978年までのF1エンジン供給先であったブラバムと関係のあるMRD（Motor Racing Developments Ltd）により1987年に制作された。通称としてはアルファロメオとしての「164 Procar4」、MRD開発コード「BT57」、アバルト開発コード「SE046」と3つの名前を持つ。外観は車高の低い164のように見えるが、1985年製作の3.5リットルV型10気筒エンジンを縦置きミッドシップとし、シャシは1975年ブラバム・BT45譲りのノーメックスアルミハニカムコアであるカーボンパネルで構成され、カウルはセンターモノコックより前後3分割できる純粋なレーシングカーであった。
1988年にはランチア・ベータ・モンテカルロのGr.5時代よりアバルトからのオファーが多く、かつ当時ブラバムのドライバーであったリカルド・パトレーゼ等によりローンチテストが行われ、最高速度340km/h、0-400mは9.7秒、0-1000mは17.5秒という記録を叩き出した。数日後の1988年9月9日には、イタリアグランプリが開催されるモンツァ・サーキットにおいてデモランが行われた。
プロカー選手権のレギュレーションは、世界ラリー選手権（WRC）のグループSのようなNA3.5リットルエンジンを搭載し、2万5,000台以上を生産する量産車のスタイルを保っていればボディの材質やメカニカルな部分の制限は一切ないというものであったが、グループS同様、選手権が実施されることはなかった。

## エンジン

### ガソリンエンジン
| モデル              | 気筒数                    | 動弁機構 | 排気量                                        | 最高出力                            | 最大トルク                         | 生産期間          |
| ------------------- | ------------------------- | -------- | --------------------------------------------- | ----------------------------------- | ---------------------------------- | ----------------- |
| ツインスパーク (TS) | 直4                       | DOHC 8V  | 1,962 cc                                      | 109 kW (148 PS)/5,800 rpm           | 186 – 188 Nm                       | 1987/9 – 1990/6   |
| TS 三元触媒付き     | 直4                       | DOHC 8V  | 1,962 cc                                      | 105 kW (143 PS)/5,800 rpm           | 186 – 188 Nm                       | 1987/12 – 1990/6  |
| TS                  | 直4                       | DOHC 8V  | 1,962 cc                                      | 106 kW (144 PS)/5,800 rpm           | 187 Nm                             | 1991/9 – 1992/9   |
| Super TS            | 直4                       | DOHC 8V  | 1,995 cc フィアット製（イタリア語版・英語版） | 106 kW (144 PS)/5,800 rpm           | 187 – 193 Nm                       | 1992/10 – 1997/6  |
| Turbo               | 直4                       | DOHC 8V  | 1,995 cc フィアット製（イタリア語版・英語版） | 129 kW (175 PS)/5,250 rpm           | 265 Nm (オーバーブースト時 284 Nm) | 1987/9 – 1990/12  |
| V6 Turbo            | V6 (イタリア語版・英語版) | SOHC 12V | 1,996 cc                                      | 150 – 155 kW (204–211 PS)/6,000 rpm | 280 Nm (オーバーブースト時 300 Nm) | 1991/3 – 1992/9   |
| Super V6 Turbo      | V6 (イタリア語版・英語版) | SOHC 12V | 1,996 cc                                      | 151 kW (205 PS)/6,000 rpm           | 295 Nm                             | 1992/10 – 1997/6  |
| V6                  | V6 (イタリア語版・英語版) | SOHC 12V | 2,959 cc                                      | 141 kW (192 PS)/5,600 rpm           | 245 Nm                             | 1987/11 – 1991/9  |
| V6 三元触媒付き     | V6 (イタリア語版・英語版) | SOHC 12V | 2,959 cc                                      | 135 kW (184 PS)/5,600 rpm           | 261 Nm                             | 1987/11 – 1992/9  |
| V6                  | V6 (イタリア語版・英語版) | SOHC 12V | 2,959 cc                                      | 135 kW (184 PS)/5,600 rpm           | 259 Nm                             | 1992/10 – 1994/6  |
| Super V6            | V6 (イタリア語版・英語版) | SOHC 12V | 2,959 cc                                      | 132 kW (180 PS)/5,600 rpm           | 252 Nm                             | 1994/6 – 1997/6   |
| Super V6 24V        | V6 (イタリア語版・英語版) | DOHC 24V | 2,959 cc                                      | 155 kW (211 PS)/6,300 rpm           | 266 Nm                             | 1992/10 – 1997/6  |
| Quadrifoglio Verde  | V6 (イタリア語版・英語版) | SOHC 12V | 2,959 cc                                      | 147 kW (200 PS)/5,800 rpm           | 269 Nm                             | 1990/9 – 1992/9   |
| QV                  | V6 (イタリア語版・英語版) | DOHC 24V | 2,959 cc                                      | 171 kW (232 PS)/6,300 rpm           | 284 Nm                             | 1992/10 – 1997/6※ |
| Q4                  | V6 (イタリア語版・英語版) | DOHC 24V | 2,959 cc                                      | 171 kW (232 PS)/6,300 rpm           | 284 Nm                             | 1994/2 – 1997/6   |

※Q4の登場後も前輪駆動のQV 24Vを引き続き販売。

### ディーゼルエンジン
| モデル                    | 気筒数 燃焼室 | 排気量   | 最高出力                            | 最大トルク       | 生産期間         |
| ------------------------- | ------------- | -------- | ----------------------------------- | ---------------- | ---------------- |
| 2.5 ターボディーゼル (TD) | 直4 渦流室式  | 2,499 cc | 84 - 86 kW (114 - 117 PS)/4,200 rpm | 258 Nm/2,500 rpm | 1987/9 – 1992/9  |
| 2.5 TD                    | 直4 渦流室式  | 2,499 cc | 92 kW (125 PS)/4200 rpm             | 294 Nm/2,000 rpm | 1992/10 – 1994/2 |
| Super TD                  | 直4 渦流室式  | 2,499 cc | 92 kW (125 PS)/4200 rpm             | 294 Nm/2,000 rpm | 1994/2 – 1997/6  |
| Super TD (酸化触媒付き)   | 直4 渦流室式  | 2,499 cc | 92 kW (125 PS)/4200 rpm             | 288 Nm           | 1994/2 – 1997/6  |

※ディーゼルエンジンは全てVMモトーリ製ティーポ425 OHV

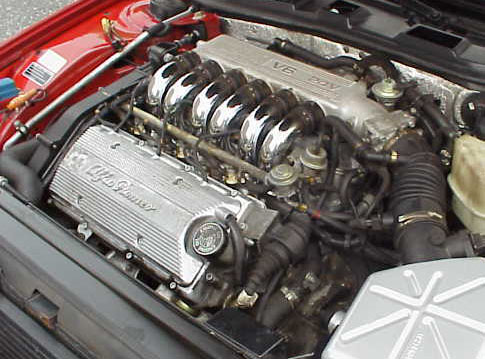
DOHC 24Vエンジン(Q4)

エンジン構成としては前期モデルでは2リットル直4ツインスパーク（アルファロメオ製）、2.5リットル直4ディーゼルターボ（VM製）、3リットルV型6気筒（アルファロメオ製）が用意された。また1988年にはランチアテーマターボ用2リットル直4ターボ（フィアット製）も追加されたが、後にイタリア国内専用として2リットルV型6気筒ターボ（アルファロメオ製）へ変更された。本国およびEU内での主力エンジンは2リットルツインスパークであったが、日本へは3リットルV型6気筒のみが輸入された。これはアルファ6（セイ）から引き継いだオールアルミ製のエンジンで、この後も改良を受けながら、SZ/RZ、156、166と引き続き使用された。当初はヨーロッパでの主力エンジンは2リットルであったが、安全性等の改良によりボディが重くなるにしたがって販売が3リットルV型6気筒にシフトしていった。
後期型では3リットルV型6気筒（アルファロメオ製）がダイレクトイグニション化などの改良を受けた。その後ヘッドを24バルブ化した3リットルV型6気筒24バルブDOHCエンジンも追加された。スーパー24VとQ4は同じ3リットルDOHCエンジンであるが、チューニングが異なる。
- 2リットルツインスパーク（直列4気筒DOHC）： 143PS（日本未導入）
- 2.5リットルディーゼルターボ（直列4気筒）： 125PS（日本未導入）
- 3リットルV型6気筒(SOHC) ： 185PS
- 3リットルV型6気筒(QV・SOHC) ： 200PS
- 2リットルV型6気筒ターボ(SOHC) ： 204PS（日本未導入）
- 3リットルV型6気筒24V(DOHC) ： 210PS
- 3リットルV型6気筒24V(Q4&QV・DOHC) ： 232PS

## 内外装色
ノーマルボディの外装色は腰から下を艶ありのガンメタリックに塗られた2トーンが基本であった。ただし、外装色がグリーン、プロテオレッドの場合は上下とも同色に塗られた。またQV、Q4も2トーンであるが、ボディ下部のプレートはエアロパーツを含めて専用の艶消し塗装となった。スーパーボディでは上下とも同色となり、間にクロームのモールが配された。ただし、ホワイトの場合は下部がシルバーとなる場合もあった。スーパーの最終型ではモールがブラウンに変更され、内装でもステアリングがエアバッグ付きのウッドのものに変更されるなどの差異があった。
主な外装色は以下の通りであった。（括弧内はカラーコード）
- Rosso Alfa - アルファレッド(130)
- Rosso Bordeaux metallizzato - ボルドーレッドメタリック(146)
- Bianco Freddo - コールドホワイト(230)
- Nero - ブラック(601)
- Rosso Proteo metallizzato - プロテオレッドメタリック(195)
- Verde Mitro metallizzato - ミルトールグリーンメタリック(364)
- Blu Genoa metallizzato - ジェノアブルーメタリック(477)
- Grigio Titanium metallizzato - チタニウムメタリック(613)
- Nero metallizzato - ブラックメタリック(632)
- Grigio Lothar metallizzato - ガンメタリック(642)
- Grigio Dakar metallizzato - ダカールメタリック(643)
- Grigio Nuvola metallizzato - ヌボラグレーメタリック(644)
- Grigio chiaro metallizzato - ライトグレーメタリック(676)

年式・グレードによって制限あり
(195)はQ4専用色
QVは(130)(230)(601)(676)のみ
内装色は以下の通りであった。
- Velluto Blu - ナイトブルー・ベロア(140)
- Velluto grigio - グレイミックス・ベロア(160)
- Pelle Nebraska rosso Oriente - レッド・レザー(401)
- Pelle Nebraska cuoio naturale - タン・レザー(405)
- Pelle Nebraska grigio antracite - ブラック・レザー(406)

外装色と内装色の組み合わせは年式・グレードによって制限あり
QV、Q4、Super24Vはレザーのみ

## 日本での販売

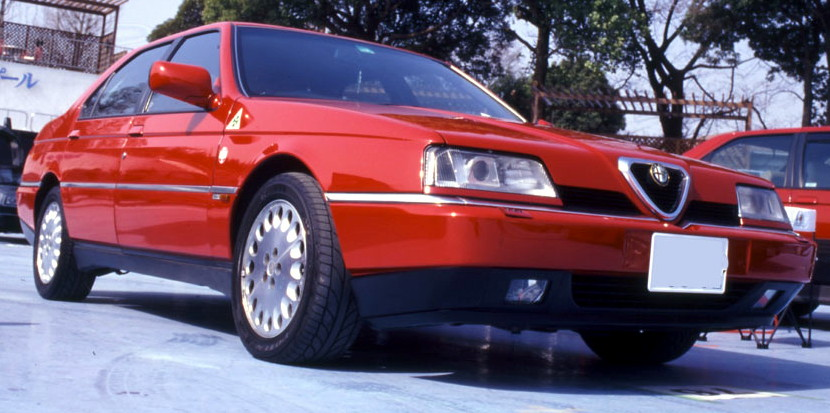
164スーパー (E-164K1P)

日本導入は本国発表から遅れること約1年半、当時のインポーターである大沢商会アルファロメオ事業部を通じて輸入され、大沢自動車販売株式会社ネットワークとコーンズモータース・ネットワーク系列で1989年4月に3.0リットルV型6気筒モデルが発売された。左ハンドルのほか、ATモデルでは右ハンドル車も輸入販売された。また、リアウィンドウ内の下部にハイマウント・ストップ・ランプが装備されたモデルもあった。この場合は、リアウィンドウの熱線がハイマウント・ストップ・ランプを避ける形で配置されていた。
また、日本仕様ではフロントフェンダーのウィンカーランプが大型のものに変更されていた。それに伴い、ランプ横にあるピニンファリーナのバッジが短くされており、本来は「DESIGNO DI PININFARINA」と表記されているところが「BY PININFARINA」になっていた。
発売当初は3リットルV型6気筒エンジン、ATモデル単一車種構成だったが、1990年11月にマニュアルミッション搭載、エンジンにライトチューンを施したスポーティーバージョンの「クアドリフォリオ(QV)」が追加された。翌年、ATモデルもエンジン搭載位置の見直しなど小改良が実施され、「164L」となった。Lにはレザーシートでリアにも電動リクライニング機構が付いた上級版も存在した。
なお1996年公開の『あぶない刑事リターンズ』では劇中車としてスーパー24V（ボディカラーは当時日本仕様には設定されていなかったゴールドホワイト）が登場している。
主なグレード、形式、製造年は以下の通り。
- 164 (E-164A) : 1987年6月 - 1991年7月
- 164QV (E-164AG) : 1990年11月 - 1993年9月
- 164L (E-164) : 1991年7月 - 1993年9月
- 164L(FL) (E-164B) : 1993年9月 - 1995年6月
- 164Super (E-168B) : 1993年9月 - 1995年6月
- 164Super12V (E-164K1P) : 1995年6月 - 1998年
- 164Super24V (E-164K1G) : 1995年6月 - 1998年
- 164Q4 (E-164K1C) : 1993年12月 - 1994年
- 164Q4 (E-164K1H) : 1994年 - 1998年

## 終焉
アルファ164は登場以来およそ10年間、アルファロメオのフラグシップモデルとして販売され、1998年に生産を終了した。累計の生産台数は約27万台であった。なお、1995年にアルファロメオがアメリカ市場から撤退する際に、最後まで販売されていたモデルでもあった。1998年には、後継モデルとして166の生産、販売が開始された。